# Medo Pucić
Medo Pucić (Raguza, 1821. március 12. – Raguza, 1882. június 30.) szerb költő, író és műfordító.

## Élete
Gimnáziumi tanulmányait Velencében, a jogiakat Padovában és Bécsben végezte. Itt adta ki 1844-ben antologiáját a legrégibb délszláv költők műveiből, Slavjanska antologia iz rukopisah dubrovačkih pjesnikah (Szláv antológia a raguzai költők kéziratából) címmel. Bécsi tartózkodása során sok költői és prózai dolgozatot írt a Danicába és a Zora dalmatinskába.
Bécsből a parmai udvarhoz távozott, kamarásként élt ott, amíg 1849-ben Zágrábba költözött, ahol csatlakozott a Gáj által megindított illír mozgalomhoz. Zágrábban adta ki 1849-ben Talijanke című verseskötetét.
A forradalom után sokat utazott. A Balkán-félszigeten tett utazásainak eredménye a Srbski spomenici (Szerb emlékek) című munkája, mely felsorolja azokat az okmányokat és leveleket, melyeket a Raguzai Köztársaság a szerb, bosnyák és más délszláv királyokhoz és más uralkodókhoz intézett Ugyanezen évben jelentek meg a dalai (Pjesme, Karlovác, 1862), köztük Karagyorgyéról írt eposza is. 1864-ben Bécsben megjelent Cvieće (Virágok) című verseskötete. Összegyűjtött munkái 1879-ben Pancsován láttak napvilágot (Pjesme Meda Pucića Dubrovcanina).
Sokat fordított idegen nyelvekből, elsősorban olaszból. Görögből lefordította Homérosz Odüsszeiáját és Platón A lakoma című művét. Orsato Pozzi írói álnéven sok horvát költeményt fordított olaszra.